# Jock Stirrup
Graham Eric Stirrup (né le 4 décembre 1949), officieusement connu sous le nom de Jock Stirrup, est un ancien commandant supérieur de la Royal Air Force qui est chef d'état-major de la Défense de 2006 jusqu'à sa retraite fin 2010. Il est maintenant membre Crossbencher de la Chambre des lords. En avril 2013, il est nommé chevalier de l'ordre de la jarretière par Élisabeth II.
En tant qu'officier subalterne de la RAF, Stirrup est pilote de jet et participe à la guerre du Dhofar. Plus tard dans sa carrière, il commande le 2e Escadron et RAF Marham. Après plusieurs nominations à des postes supérieurs dans l'armée de l'air, Stirrup est nommé commandant en chef adjoint du Strike Command et pendant ce temps, il est le premier commandant des forces britanniques engagées dans la lutte contre les talibans. En 2002, Stirrup est nommé sous-chef d'état-major de la Défense responsable de l'équipement et des capacités et est fortement impliqué dans l'achat d'équipement pour l'invasion de l'Irak. Passant un peu plus d'un an à ce poste, il est ensuite nommé chef d'état-major de la Force aérienne, poste qu'il occupe de 2003 à 2006. Il est nommé chef d'état-major des armées en 2006 : pendant son mandat, les forces armées britanniques ont dû faire face à des engagements importants à la fois en Irak (opération Telic) et en Afghanistan (opération Herrick). Stirrup prend sa retraite en tant que chef d'état-major de la Défense le 29 octobre 2010, prenant un siège à la Chambre des Lords en 2011.

## Jeunesse
Graham Eric Stirrup est né le 4 décembre 1949, fils de William Hamilton Stirrup et de son épouse, Jacqueline Brenda Stirrup (née Coulson). Il fait ses études à la Merchant Taylors' School à Northwood, Hertfordshire.
Stirrup épouse Mary Alexandra Elliott en 1976 et ils ont un fils . Il est membre de la Royal Aeronautical Society, membre du Chartered Management Institute et membre de la Society of Knights of the Round Table .

## Carrière de la RAF
Stirrup commence sa carrière militaire au RAF College Cranwell dans le Lincolnshire le 1er avril 1968  et c'est de Cranwell qu'il reçoit sa commission le 31 juillet 1970. Il est promu officier d'aviation le 31 juillet 1971 avec une ancienneté antidatée au 31 janvier et lieutenant d'aviation à partir du 31 juillet 1973. De 1973 à 1975, Stirrup est en service auprès de l'armée de l'air du Sultan d'Oman . Pendant son séjour à Oman, Stirrup pilote des BAC Strikemasters pendant la Guerre du Dhofar dans des rôles de soutien aérien rapproché et d'interdiction, lui donnant une précieuse expérience de combat de l'utilisation de la puissance aérienne dans les opérations de contre-insurrection . Après son retour au Royaume-Uni en 1975, Stirrup est affecté au No. 41 Squadron où il pilote le SEPECAT Jaguar dans le rôle de chasseur de reconnaissance. Stirrup participe à une tournée d'échange aux États-Unis où il pilote le RF-4C Phantom de reconnaissance tactique tout temps .
Promu chef d'escadron le 1er janvier 1980, Stirrup sert en tant que commandant de vol sur l'unité de conversion opérationnelle n° 226 qui est basée à RAF Lossiemouth en mars 1983 : ses fonctions sont centrées sur l'instruction des pilotes stagiaires sur le SEPECAT Jaguar et, le 7 mars 1983, Stirrup effectue une vérification des progrès d'un élève depuis le siège arrière de son aéronef lorsqu'ils subissent un grave impact d'oiseau. Stirrup n'a pas pu déterminer si son élève était conscient et sa vision vers l'avant à travers la verrière était obscurcie : un de ses moteurs a pris feu, et bien qu'il aurait été justifié de s'éjecter de l'avion, ne sachant pas si l'élève était conscient ou non, Stirrup réussit à atterrir à RAF Leuchars. Stirrup reçoit plus tard l'Air Force Cross en reconnaissance de sa gestion de l'incident.
Stirrup est promu commandant d'escadre le 1er juillet 1984. En 1985, il reçoit un poste de commandement, en tant que commandant de l'escadron n° 2 qui à l'époque exploite le Jaguar de la RAF Laarbruch en Allemagne : avec d'autres unités aériennes de l'OTAN, le rôle de son escadron est une reconnaissance tactique de bas niveau face à la menace soviétique de la guerre froide . Stirrup acquiert une expérience directe des travaux de haut niveau de la RAF lorsque, en 1987, il est nommé officier d'état-major personnel du chef d'état-major de la Force aérienne.
Après avoir été promu capitaine de groupe le 1er janvier 1990 de 1990 à 1992, Stirrup est commandant de station de la RAF Marham  et pendant son mandat, les avions d'attaque de la RAF Marham sont envoyés au Moyen-Orient, participant à la campagne aérienne de la guerre du Golfe . En 1993, Stirrup fréquente le Royal College of Defence Studies (RCDS) . Il est promu au grade de commodore de l'air le 1er janvier 1994  et nommé directeur des plans et programmes de l'Armée de l'Air cette année-là . Promu vice-maréchal de l'air le 1er juillet 1997, il est Air Officer Commanding No. 1 Group en avril 1997, Assistant Chief of the Air Staff en août 1998 et, et promu Air Marshal le 6 novembre 2000. Il est nommé commandant en chef adjoint du RAF Strike Command cette année-là. Sa nomination au Strike Command implique également d'assumer les postes supplémentaires de commandant du Centre d'opérations aériennes combinées de l'OTAN 9 (basé à High Wycombe) et de directeur du Groupe aérien européen.
De septembre 2001 à janvier 2002, Stirrup est commandant du contingent national britannique pour l'Operation Veritas (opérations britanniques contre les talibans) en Afghanistan, sa première expérience directe des opérations de première ligne à l'étranger depuis 1987 . Dans ce poste, Stirrup dirige la contribution britannique à l'opération Enduring Freedom dirigée par les États-Unis et il est le conseiller militaire britannique principal du général Tommy Franks, commandant en chef du Commandement central des États-Unis . À la base aérienne MacDill, Stirrup dirige l'équipe britannique de 60 personnes qui contribue à la planification opérationnelle dirigée par les États-Unis . Stirrup est remplacé par le lieutenant général Cédric Delves.

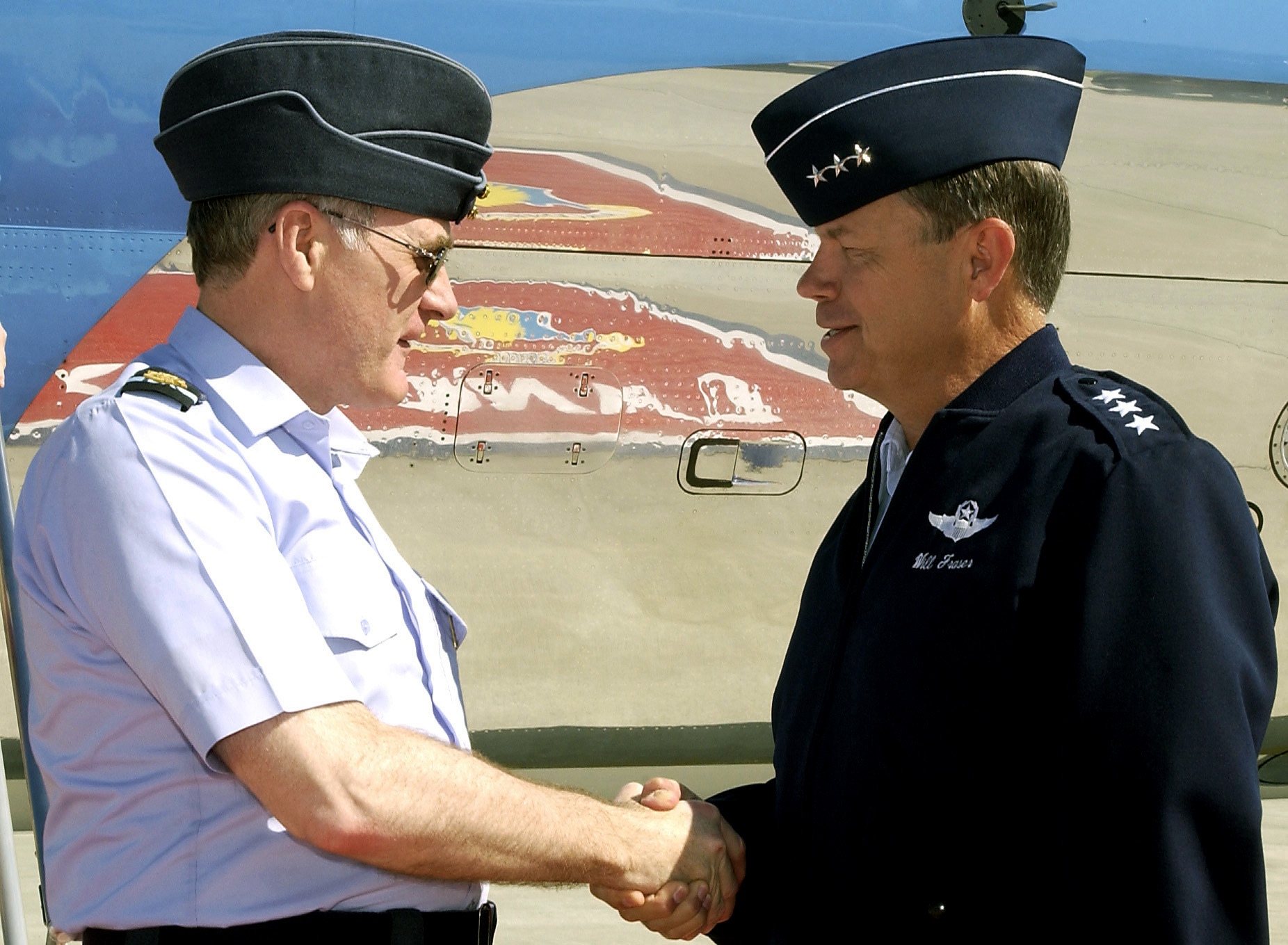
Stirrup (à gauche) avec le général Fraser en 2005.

En avril 2002, Stirrup est nommé sous-chef d'état-major de la Défense (capacité d'équipement), poste qu'il occupe jusqu'en mai 2003 . Sa tâche principale consiste à produire des plans d'équipement pour l'armée de terre, l'armée de l'air et la marine tout en veillant à ce que les plans soient réalisables dans les années à venir. La planification de l'invasion de l'Irak nécessitait de nouveaux équipements et Stirrup s'est de plus en plus impliqué dans la planification des besoins opérationnels urgents. Une difficulté particulière rencontrée par Stirrup est la nécessité de passer des commandes d'équipement à l'industrie avant que le gouvernement ne soit prêt à s'engager publiquement dans l'action. Stirrup informe les ministres sur ce point mais est empêché de passer les commandes selon le calendrier souhaité. En fin de compte, certains articles essentiels tels que les gilets pare-balles, les bottes et les vêtements du désert n'étaient pas disponibles pour tout le personnel qui en avait besoin lors de leur déploiement .
Stirrup est promu maréchal en chef de l'air et nommé chef d'état-major de l'Air le 1er août 2003 . En juillet 2004, Stirrup définit sa direction stratégique pour la RAF qui est basée sur le travail pour réaliser une flotte d'avions de plus en plus moderne et polyvalente, en réduisant le nombre de stations de la RAF en créant des bases moins nombreuses mais plus grandes et mieux équipées et en réduisant le nombre de militaires tout en maintenant ou en améliorant leur formation .

## Chef d'état-major de la Défense
Stirrup est nommé chef d'état-major de la Défense – juste au moment où les forces armées britanniques sont confrontées à des engagements importants à la fois en Irak (opération Telic) et en Afghanistan (opération Herrick) – le 28 avril 2006 .

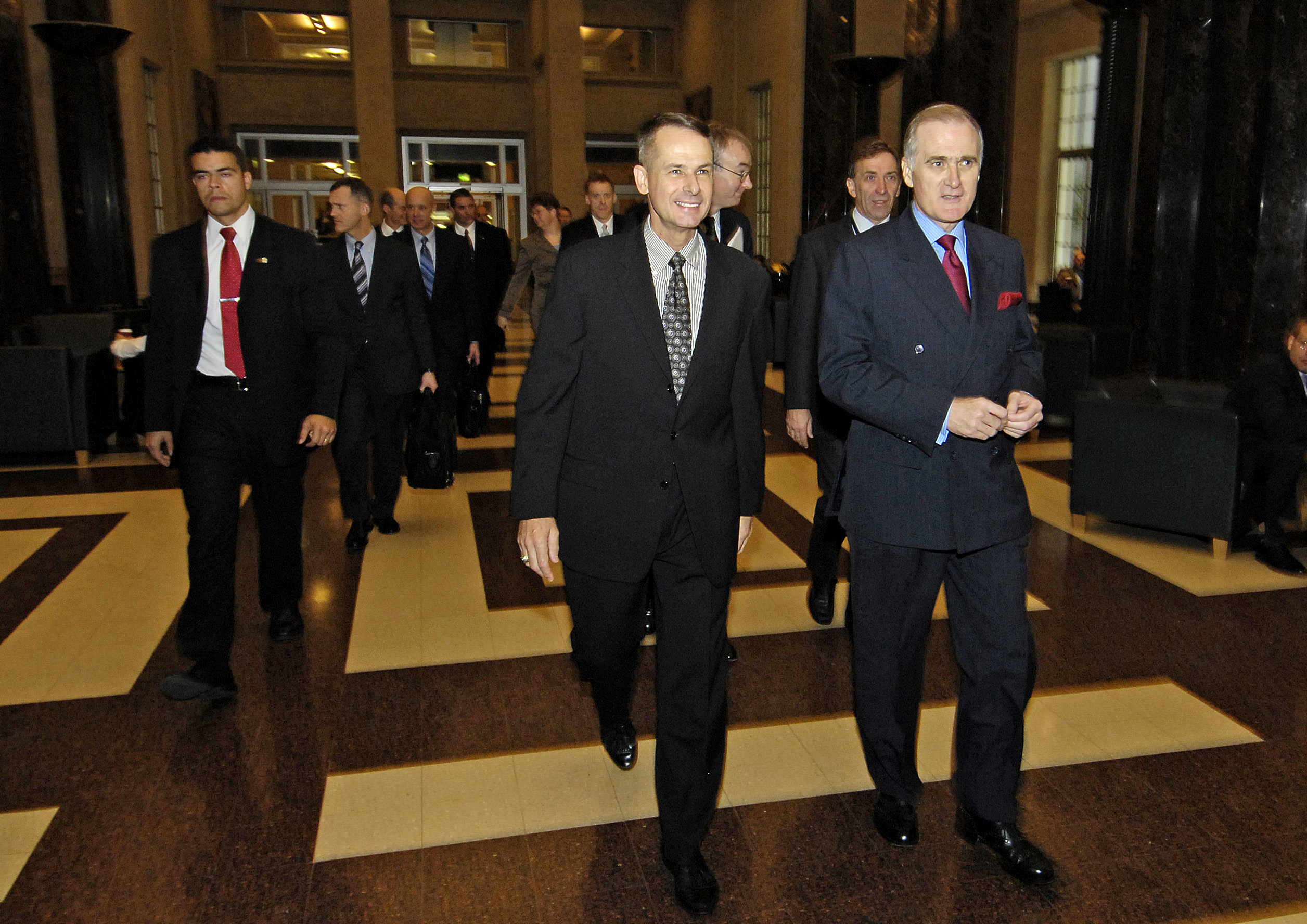
Stirrup avec le général américain Peter Pace en 2006.

Le 14 juillet 2010, le secrétaire à la Défense Liam Fox annonce que le général Sir David Richards, alors chef d'état-major général, succéderait à Stirrup en tant que chef d'état-major de la Défense en octobre 2010 . Richards prend la relève le 29 octobre 2010 et Stirrup est créé pair à vie sous le nom de baron Stirrup, de Marylebone dans la ville de Westminster. Il est introduit à la Chambre des lords le 1er février 2011, où il siège en tant que crossbencher . Stirrup prend officiellement sa retraite de la RAF le 4 avril 2011. Le mois suivant, Stirrup est auditionné par le comité restreint de la défense des Communes sur le récent examen stratégique de la défense et de la sécurité du Royaume-Uni .
En avril 2013, Stirrup est nommé Chevalier Compagnon de l'Ordre de la Jarretière par Élisabeth II . Il est nommé maréchal honoraire de la Royal Air Force lors des honneurs de l'anniversaire de la reine 2014 .

## Pair à vie
En 2013, Stirrup, avec le maréchal Charles Guthrie et l'amiral de la flotte Michael Boyce, appelle le gouvernement britannique à déroger à la Convention européenne des droits de l'homme pour la durée des opérations de déploiement. Ils craignent que le risque accru de poursuites encourues par les commandants ne conduise à une génération de chefs militaires à développer une aversion au risque . En août 2014, Stirrup est l'une des 200 personnalités publiques signataires d'une lettre adressée au Guardian s'opposant à l'indépendance de l'Écosse à l'approche du référendum de septembre sur cette question . En juin 2015, Stirrup rejoint la sous-commission des affaires extérieures de l'UE de la Chambre des Lords . Depuis octobre 2015, Stirrup est le président de la Pilgrims Society .
En juillet 2016, Stirrup accorde une interview à Sky News dans laquelle il accuse la Russie d'être un « régime de gangsters » et  d'avoir une « politique étrangère de gangsters » en ce qui concerne leur intervention ukrainienne en cours  et exhorte les pays de l'OTAN à accentuer leurs dépenses militaires.
Il porte l'épée de l'État dans le cortège pour l'ouverture officielle du Parlement en 2019 .

## Distinctions
- Chevalier de l'ordre de la Jarretière (KG) en 2013.